# Blue Star Delos
Le Blue Star Delos est un ferry rapide de la compagnie grecque Blue Star Ferries. Construit de 2010 à 2011 par les chantiers Daewoo Shipbuilding en Corée du Sud, il navigue depuis novembre 2011 sur les lignes de Blue Star Ferries en mer Égée.

## Histoire

### Origines et construction
À l'aube des années 2010, la compagnie Blue Star Ferries envisage le renforcement de sa flotte dédiée à la desserte des archipels de la mer Égée. Tout au long de la décennie précédente, la compagnie avait étoffé son réseau avec l'ouverture de nouveaux itinéraires vers le Dodécanèse et l'Égée-Septentrionale en plus de ses liaisons historiques avec les Cyclades. Fort de cette perspective prometteuse, l'armateur passe commande de deux nouvelles navettes aux chantiers sud-coréen Daewoo Shipbuilding & Marine Engineering (DSME).
Conçus sur la base des trois précédentes navettes Blue Star Ithaki, Blue Star Paros et Blue Star Naxos, également construites par ces mêmes chantiers, les futurs navires représentent cependant une évolution considérables par rapport à leurs aînés. En plus d'être plus grands et plus rapides, ils sont également bien plus confortables, malgré une taille volontairement restreinte pour pouvoir entrer dans tous les ports sans difficulté. 
Le premier navire, baptisé Blue Star Delos, est lancé le 20 novembre 2010. Après les travaux de finition, il réalise ses essais en mer le 5 et le 6 juin 2011 avant d'être livré à Blue Star Ferries le 18 octobre.

### Service
Le 20 octobre 2011, le Blue Star Delos quitte la Corée du Sud à destination de la Grèce. Après plusieurs semaines de voyage, il atteint Le Pirée le 9 novembre. Sa carrière commerciale débute le 15 novembre entre Le Pirée et les Cyclades.
Au cours d'un arrêt technique effectué durant l'hiver 2020-2021, le navire est équipé de scrubbers, dispositif d'épurateurs de fumées destinés à réduire ses émissions de soufre. Leur installation a nécessité l'agrandissement de la cheminée qui apparaît désormais plus massive, tout en conservant sa forme d'origine.

## Aménagements
Le Blue Star Delos possède 10 ponts. Les locaux des passagers couvrent la totalité des ponts 6, 7 et 8. L'équipage loge pour sa part sur la partie avant du pont 5. Les ponts 3 et 4 sont entièrement consacrés au garage ainsi que la partie arrière du pont 5 et la partie avant des ponts 1 et 2.

### Locaux communs
Les installations du Blue Star Delos sont situées sur les ponts 6, 7 et 8. Le navire est équipé d'un snack-bar à l'arrière, d'un restaurant self-service et d'un salon réservé à la classe économique sur le pont 6, d'un salon et d'un bar réservé à la classe Business ainsi que d'un bar extérieur sur le pont 7 et enfin, de plusieurs espaces extérieurs sur le pont 8. Le navire possède également une boutique. 

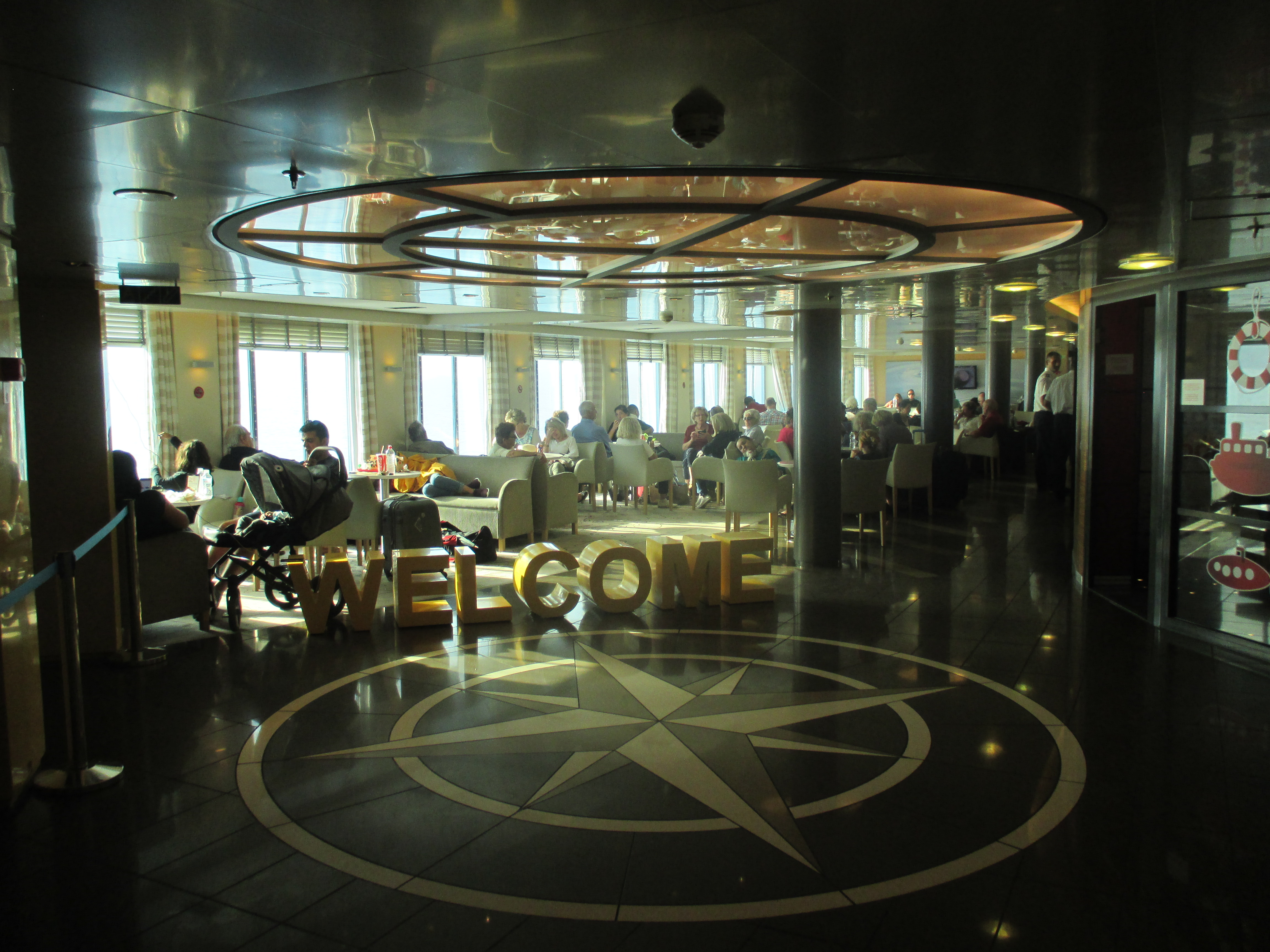
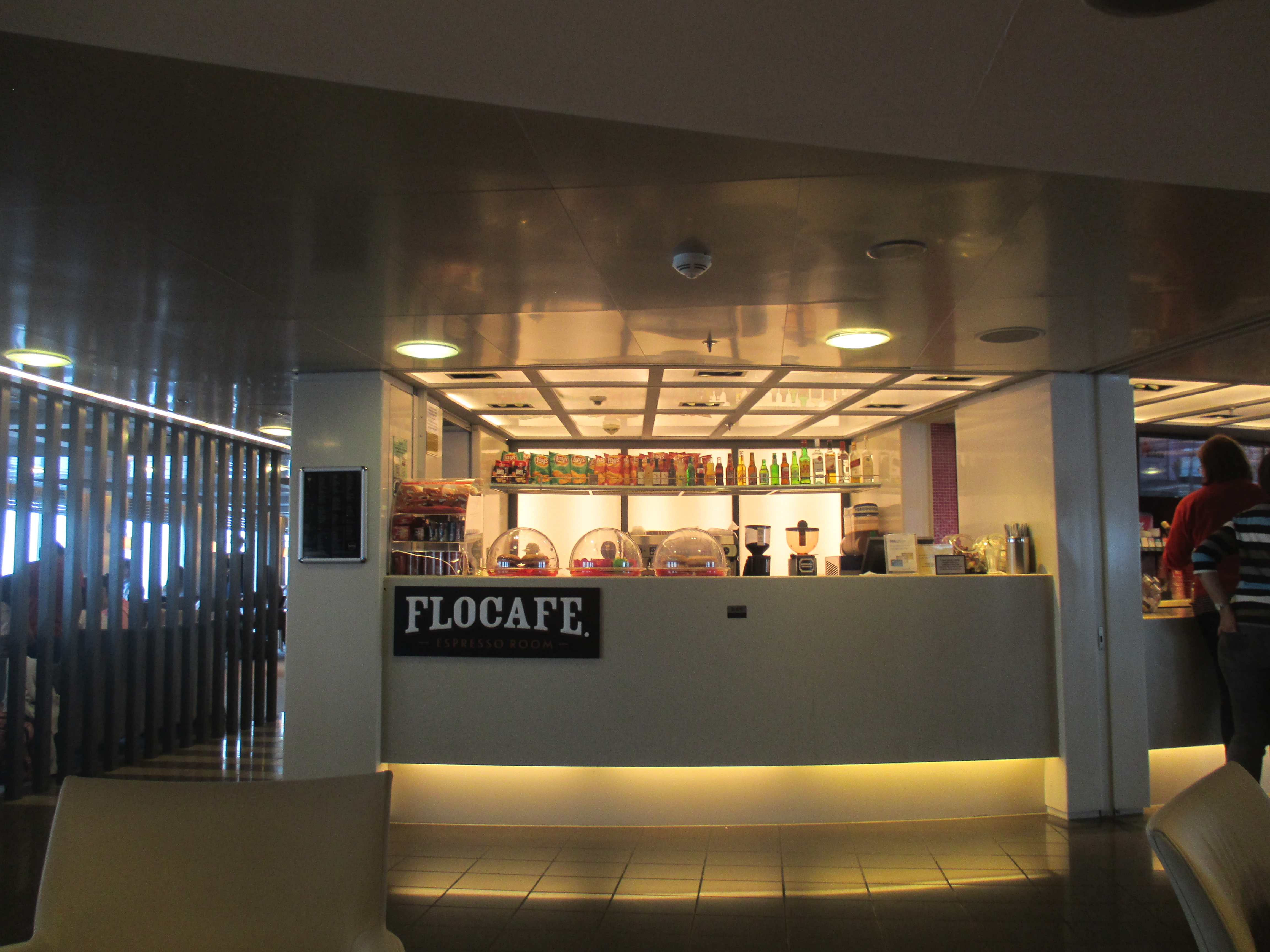
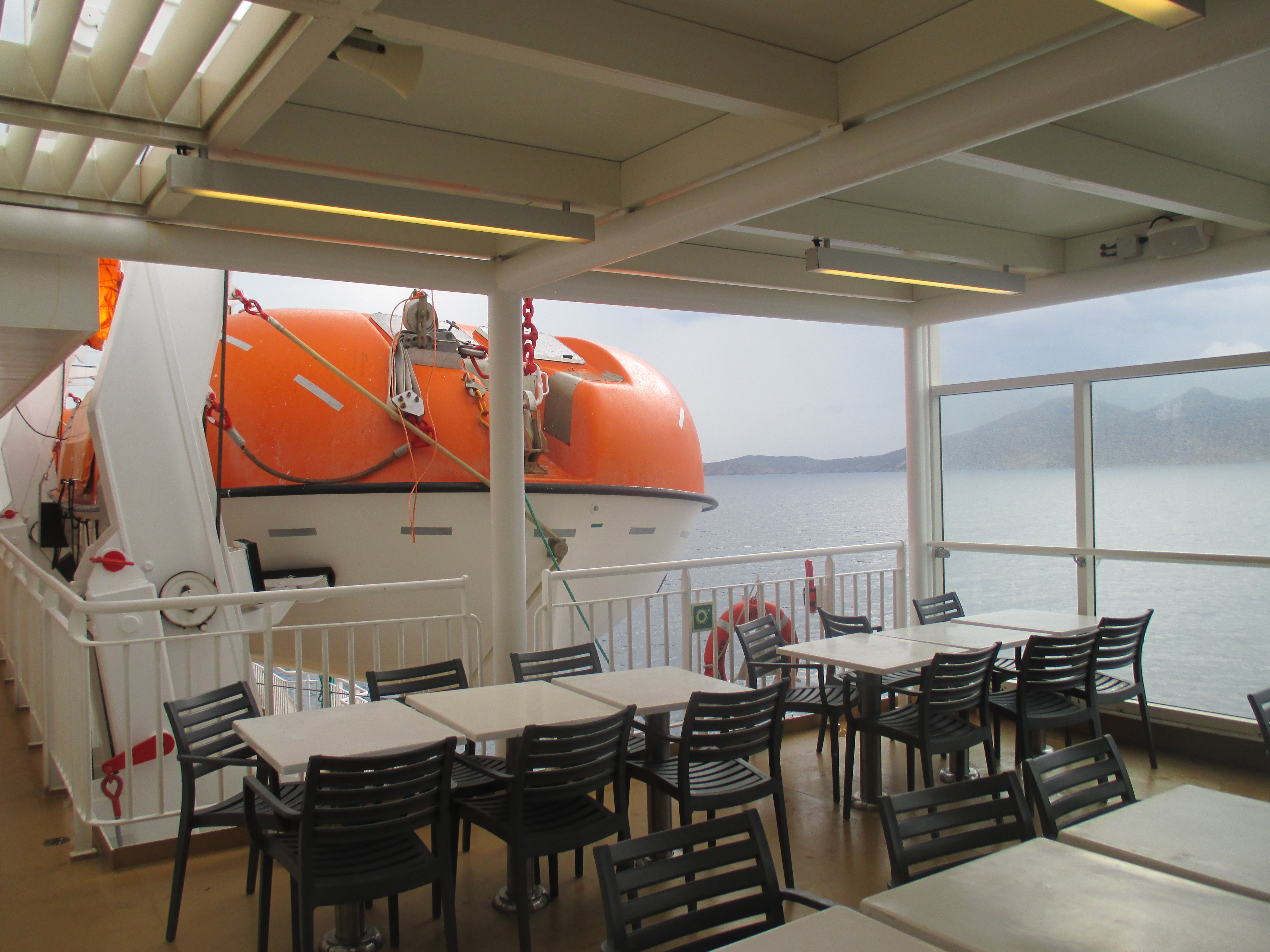

### Cabines
Le Blue Star Delos possède 32 cabines situées sur majoritairement sur le pont 7 mais également sur le pont 8, vers l'avant du navire. D'une capacité de deux à quatre personnes, toutes sont pourvues de sanitaires privatifs comprenant douche, WC et lavabo.

## Caractéristiques
Le Blue Star Delos mesure 145,90 mètres de long pour 23,20 mètres de large et son tonnage est de 18 498 UMS. Le navire a une capacité de 2 000 passagers et possède un garage pouvant contenir 600 véhicules répartis sur trois niveaux et demi. Le garage est accessible par deux portes rampes situées à la poupe. La propulsion du Blue Star Delos est assurée par quatre moteurs diesels MAN-B&W 16V32/40 développant une puissance de 32 000 kW entrainant deux hélices faisant filer le bâtiment à une vitesse de 26 nœuds. Le navire possède quatre embarcations de sauvetage de grande taille, une embarcation semi-rigide de secours et plusieurs radeaux de sauvetage. Depuis 2021, le Blue Star Delos est équipé de scrubbers, dispositif d'épurateur de fumée visant à réduire ses émissions de soufre.

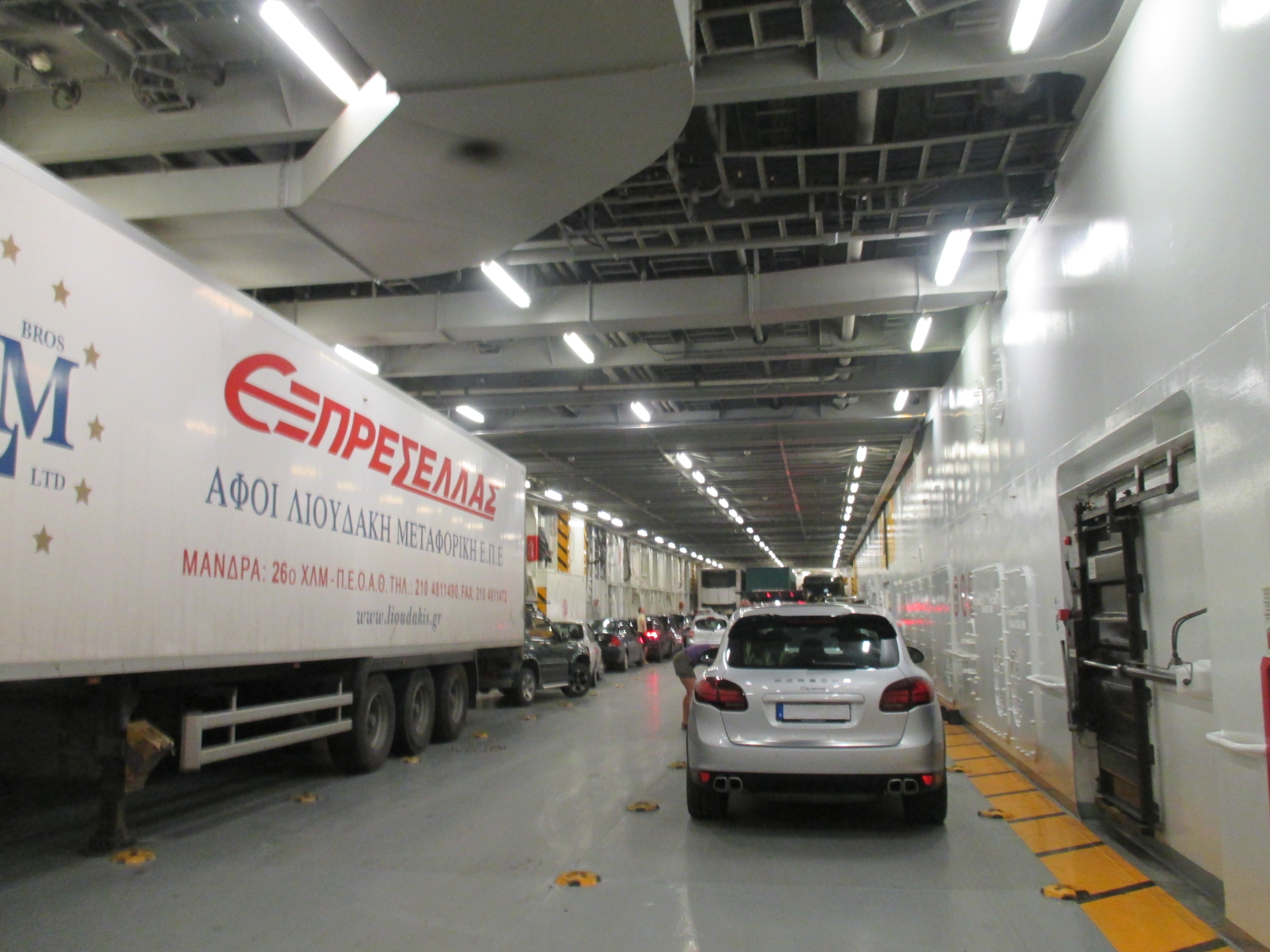
Garage du Blue Star Delos.

## Lignes desservies
Depuis sa mise en service, le Blue Star Delos est affecté aux lignes de Blue Star Ferries en mer Égée et dessert depuis Le Pirée les archipels des Cyclades, du Dodécanèse ou d'Égée-Septentrionale selon période.